# Yusaku Toyoshima
Yusaku Toyoshima (豊嶋 邑作 Toyoshima Yusaku?), född 6 juli 1991 i Ibaraki prefektur, är en japansk fotbollsspelare.
Toyoshima började sin karriär 2011 i CS Visé. Efter CS Visé spelade han för FC Zaria Bălți, FC Jūrmala, FK Lovćen, FK Berane, Grulla Morioka och Tochigi Uva FC.